# Andries Pels
Andries Pels (Ámsterdam, 1631 - íd., 3 de julio de 1681), escritor, autor dramático y preceptista del neoclasicismo holandés que no hay que confundir con su contemporáneo, el banquero y financiero del mismo nombre. 

## Biografía
Fue hijo de un rico comerciante de productos para confitería y azúcar de las Indias orientales. Estudió leyes y trabajó como abogado y fue un miembro prominente de Nil Volentibus Arduum ("Nada hay imposible para quien quiere") una sociedad que él y Lodewijk Meyer fundaron en 1669 para mejorar la calidad del teatro holandés imponiendo las reglas del académico Neoclasicismo francés del Grand Siècle y la imitación de sus autores más representativos, Jean Racine, Pierre Corneille y Molière.
Primero consiguió una imprenta en el canal de Singel de Ámsterdam y desde 1676 se añadió a la sociedad el pintor Gerard de Lairesse, quien vivía por entonces en Nieuwmarkt (una plaza de Ámsterdam). También participaban regularmente en esa tertulias el poeta Govert Bidloo y el pintor Frans van Mieris. Animado, Pels tradujo la obra del poeta romano Horacio (Quintus Horatius Flakkus Dichtkunst, 1677) incluyendo la famosa Arte poética o Epistola ad Pisones y escribió él mismo el tratado en verso Gebruik en misbruik des toneels (1681) sobre el uso y abuso de la rima. En 1677 consiguió que se reabriera el teatro Van Campen y muchos directores teatrales y de ópera se vieron influidos por los nuevos criterios de la sociedad por él fundada. Por ejemplo, él y los demás miembros de la sociedad estaban en contra de cualquier referencia a la religión en el teatro por influjo del spinozismo. Sobre todo criticaban el barroquismo de las piezas teatrales de Jan Vos y Gerbrand Bredero, cuyas reposiciones aún cosechaban éxito, y preferían por el contrario, porque les parecía más moderna y selecta, la meliflua suavidad, corrección y delicadeza formal del teatro neoclásico francés. Pels se quejaba de que la poesía contemporánea en holandés había caído en manos de copleros y proclamaba la universalidad de la regla aristotélica de las tres unidades (acción, tiempo y espacio). También reaccionó contra los principios del realismo en estética: aspiraba al refinamiento y a la idealización, a la magnificencia y a la distinción. Pels invocava a Vondel, a Hooft y a Horacio. Su crítica fue más allá y se extendió al arte, despreciando por ejemplo la pintura violentamente tenebrista y barroca de Rembrandt, "...con senos fláccidos y manos entrelazadas y cruzadas entre las piernas". 
Compuso varias piezas de teatro y tradujo otras. También escribió Didoos Doot ("La muerte de Dido") inspirándose en la Eneida de Virgilio, y Julfus. Sus opiniones sobre dramaturgos y poetas fueron combatidas por algunos de sus contemporáneos, como Joannes Antonides van der Goes y Joan Pluimer, exmiembros del grupo que él mismo fundó.